# Дос-Ерманас
Дос-Ерманас (ісп. Dos Hermanas) — муніципалітет в Іспанії, у складі автономної спільноти Андалусія, у провінції Севілья. Населення — 130 369 осіб (2014).
Муніципалітет розташований на відстані близько 400 км на південний захід від Мадрида, 13 км на південний схід від Севільї.
На території муніципалітету розташовані такі населені пункти: (дані про населення за 2010 рік)
- Дос-Ерманас: 89441 особа
- Фуенте-дель-Рей: 1241 особа
- Марісма-і-Пунталес-Адріано: 51 особа
- Кінто: 34353 особи

## Демографія
Динаміка населення (INE ):

## Уродженці
- Арсу (футболіст) (*1981) — іспанський футболіст, захисник, півзахисник.

- Хуан Веласко Дамас (*1977) — іспанський футболіст, захисник, згодом — футбольний тренер.

## Галерея зображень

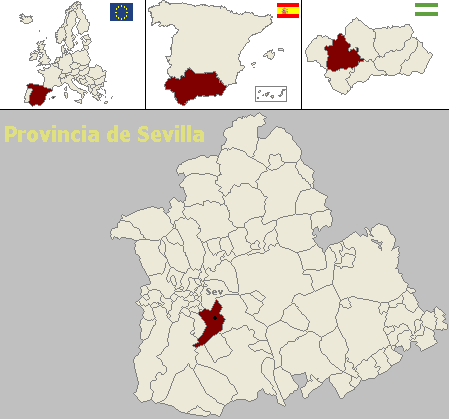
Розташування муніципалітету Дос-Ерманас у провінції Севілья
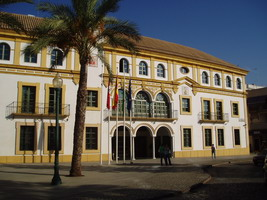
Муніципальна рада
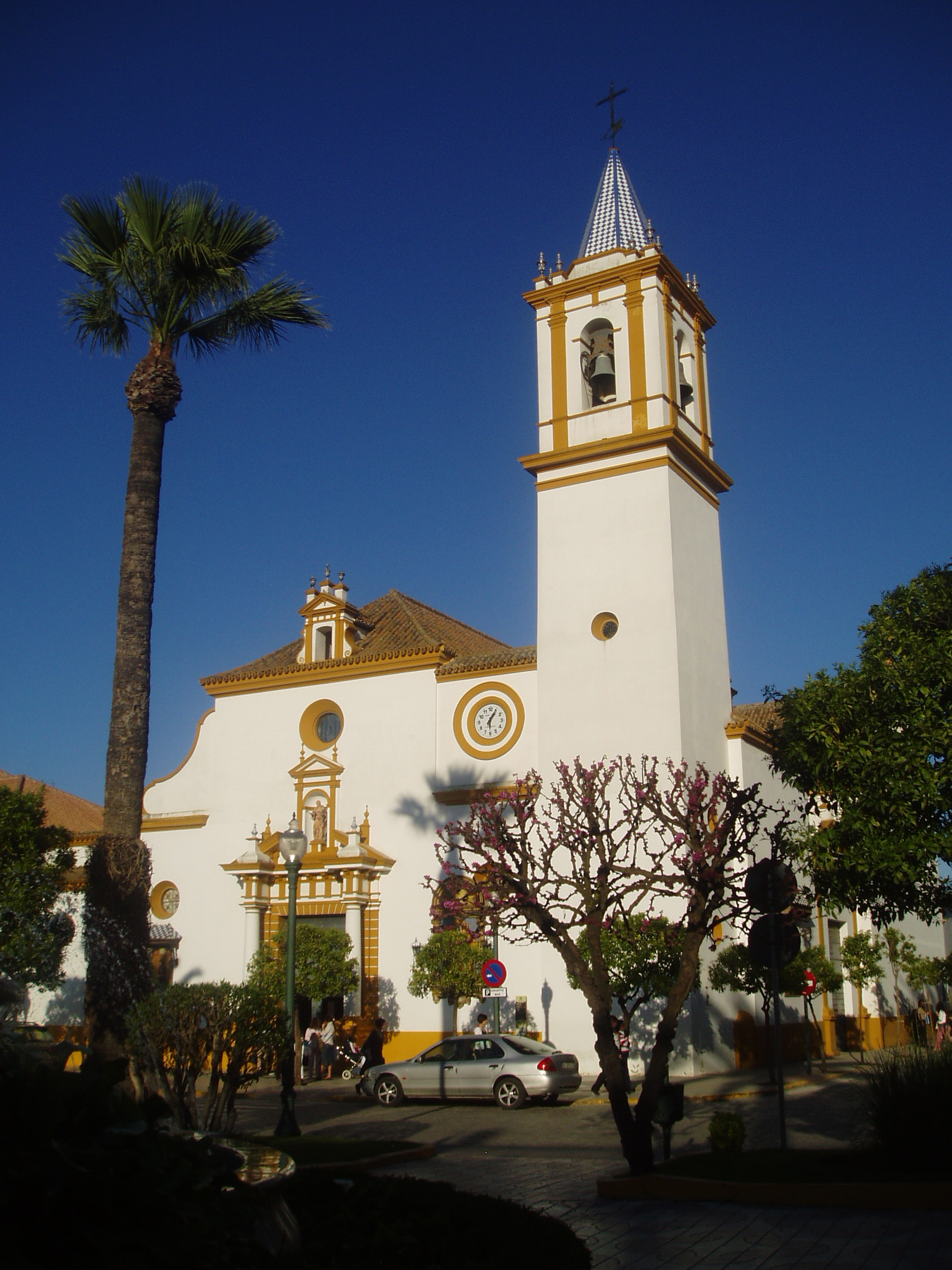
Парафіяльна церква Санта-Марія-Магдалена
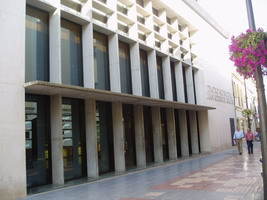
Муніципальний театр